# أشرف عتريس
أشرف عتريس هو شاعر، وكاتب مسرحي مصري ولد بمحافظة المنيا عام 1964، وكتب الشعر بالعامية المصرية، كما عمل بوزارة الثقافة المصرية كأخصائى ثقافى بفرع وزارة الثقافة بمحافظة المنيا، وكمؤلّف مسرحى معتمد بالإدارة العامة للمسرح الثقافة الجماهيرية، وهو عضو بنادى أدب المنيا منذ عام 1984، وعضو باتحاد كتاب مصر، والذي حظي بعضوية أمانته العامة لثلاث دورات في أعوام: 2002، و2006، و2007، وعيّن نائبًا لرئيس اتحاد كتاب إقليم شمال الصعيد عاميّ 2012 و2013، وأمينًا مساعدًا للأمانة العامة لاتحاد اْدباء مصر عام 2007، واختير عضوًا بلجان تحكيم نوادى المسرح التابعة للهيئة المصرية العامة لقصور الثقافة. أطلاق اسمه في عام 2020 على مسرح قصر ثقافة مدينة المنيا الجديدة.

## أعماله ومؤلفاته
كتب أشرف عتريس العديد من المؤلفات التي تنوعت بين الدواوين الشعرية، والنصوص المسرحية، ومنها:
- ممنوع من الجوازات (شعر): صدر عام 1988.
- ليها طعم جديد خالص (مسرحية): صدر عام 1998 عن دار النشر الاقليمى التابع للثقافة الجماهيرية.
- واحديات (شعر): صدر عام 2001 عن الهيئة المصرية العامة لقصور الثقافة.
- إنت متورط معايا (شعر): صدر عام 2005.
- شهدى (مسرحية): صدرت عام 2005.
- سر الولد (مسرحية): صدرت عام 2005.
- حلقة نار (مسرحية): صدرت عام 2006.
- قلب الكون (مسرحية): صدرت عام 20014.
- التوهة (مسرحية): صدرت عام 20014.
- جلد الشوارع (شعر): صدر عام 2015 عن دار الادهم.
- ولد مفتون بالزهد (شعر): صدر عام 2016.
- محدش غيري (شعر): صدر عام 2021.[5]

- مسرحيتان (المسحور، هستيريا) صدرت عام 2023 عن Kinzy Publishing Agency

- ليل العبابدة (مسرحية) صدرت عام 2023 عن Kinzy Publishing Agency

## الجوائز والتكريمات
حظي الشاعر والكاتب المسرحي أشرف عتريس بتكريم العديد من الجهات، ونال عددًا من الجوائز في الشعر والمسرح، ومنها:
- جائزة المركز الأول في الشعر المسرحي من المهرجان الختامي للمسرح الاقليمى التابع للثقافة الجماهيرية عن العرض المسرحي «سندباد» عام 1994.
- جائزة المركز الأول في الشعر المسرحي من المهرجان الختامي للمسرح الاقليمى التابع للثقافة الجماهيرية عن العرض المسرحي «حلم يوسف» عام 1996.
- جائزة المركز الأول في الشعر المسرحي من المهرجان الختامي للمسرح الاقليمى التابع للثقافة الجماهيرية عن العرض المسرحي «دم الحمام» عام 1998.
- جائزة المركز الأول في الشعر المسرحي من المهرجان الختامي للمسرح الاقليمى التابع للثقافة الجماهيرية عن العرض المسرحي «سى اليزل» عام 1999.
- جائزة المركز الأول في الشعر المسرحي من المهرجان الختامي للمسرح الاقليمى التابع للثقافة الجماهيرية عن العرض المسرحي «ملحمة السراب» عام 2000.
- جائزة المركز الأول في الشعر المسرحي من المهرجان الختامي للمسرح الاقليمى التابع للثقافة الجماهيرية عن العرض المسرحي «صباحية مباركة» عام 2003.
- تكريم مؤتمر أدباء مصر في دورته السابعة والعشرين بمدينة شرم الشيخ عام 2012 عن منطقة الوجه القبلى.
- تكريم في اقليم وسط الصعيد.
- تكريم جامعة المنيا.
- تكريم جمعية الجيزويت بالمنيا.
- تكريم اتحاد الشباب التقدمي بحزب التجمع.
- تكريم مديرية الشباب والرياضة.
- تكريم وزارة الثقافة فرع المنيا.
- تكريم جمعية نبض الحروف.
- تكريم جمعية الصعيد.